# Campeonato de España de Ciclismo Contrarreloj 2012
La XIX edición del Campeonato de España de Ciclismo Contrarreloj se disputó el 21 de junio de 2012 en Béjar (provincia de Salamanca), por un circuito que constaba de 42,53 km de recorrido.
La disputaron 21 ciclistas.
La prueba fue ganada por Luis León Sánchez, que consiguió su cuarto campeonato, tercero consecutivo, con gran superioridad sobre el resto. Le acompañaron en el podio Jonathan Castroviejo y Alejandro Marque, respectivamente.

## Clasificación final
| \| Clasificación general \| Clasificación general \| Clasificación general \| Clasificación general \| Clasificación general \| \| Ciclista \| Ciclista \| Equipo \| Tiempo \| \| \| --------------------- \| --------------------- \| --------------------- \| --------------------- \| --------------------- \| \| 1.º \| Luis León Sánchez \| Rabobank \| 54 min 55 s \| \| \| 2.º \| Jonathan Castroviejo \| Movistar Team \| + 1 min 23 s \| \| \| 3.º \| Alejandro Marque \| Carmin-Prio \| + 1 min 40 s \| \| \| 4.º \| Iker Camaño \| Endura Racing \| + 2 min 01 s \| \| \| 5.º \| Iván Gutiérrez \| Movistar Team \| + 2 min 12 s \| \| \| 6.º \| Jesús Herrada \| Movistar Team \| + 2 min 19 s \| \| \| 7.º \| Víctor de la Parte \| SP Tableware \| + 2 min 33 s \| \| \| 8.º \| Gustavo César Veloso \| Andalucía \| + 2 min 42 s \| \| \| 9.º \| Javier Chacón \| Andalucía \| + 3 min 06 s \| \| \| 10.º \| Juanjo Cobo \| Movistar Team \| + 3 min 09 s \| \| |                      |               |              |
| |                      |               |              |
| |                      |               |              |
| Clasificación general |                      |               |              |
| Ciclista | Ciclista             | Equipo        | Tiempo       |
| 1.º | Luis León Sánchez    | Rabobank      | 54 min 55 s  |
| 2.º | Jonathan Castroviejo | Movistar Team | + 1 min 23 s |
| 3.º | Alejandro Marque     | Carmin-Prio   | + 1 min 40 s |
| 4.º | Iker Camaño          | Endura Racing | + 2 min 01 s |
| 5.º | Iván Gutiérrez       | Movistar Team | + 2 min 12 s |
| 6.º | Jesús Herrada        | Movistar Team | + 2 min 19 s |
| 7.º | Víctor de la Parte   | SP Tableware  | + 2 min 33 s |
| 8.º | Gustavo César Veloso | Andalucía     | + 2 min 42 s |
| 9.º | Javier Chacón        | Andalucía     | + 3 min 06 s |
| 10.º | Juanjo Cobo          | Movistar Team | + 3 min 09 s |